# Charles Fèvre
Pour les articles homonymes, voir Fèvre.
Charles Fèvre est un homme politique français né le 2 février 1933 à Arc-en-Barrois et mort le 28 mars 2015  à Cour-l'Évêque.

## Biographie
Charles Fèvre est né le 2 février 1933 à Arc-en-Barrois (Haute-Marne). Après ses études secondaires au Lycée de Chaumont, il obtient sa licence en droit à l’Université de Dijon puis de Paris.
Dans le même temps, il entre à l’École nationale des impôts dont il sort Inspecteur en 1955.
À l’issue de son service militaire (27 mois dont 10 en Algérie), il est nommé Inspecteur des Impôts à Chaumont en janvier 1958.
Marié le 23 décembre 1957 à Cour-l’Evêque (Haute-Marne) et alors père de deux enfants nés en 1959 et 1960, il poursuit ses études parallèlement à l’exercice de ses fonctions et réussit en 1961 le concours d’entrée à l’École Nationale d’Administration (ENA).
En juin 1964, Charles Fèvre est nommé Administrateur Civil au Ministère de l’Équipement et des Transports. Il rejoint Paris avec son épouse Paulette Viennot et ses trois enfants, tous nés à Chaumont : Thierry en 1959, Véronique en 1960 et Emmanuelle en 1963 (le quatrième, Christophe, naîtra en 1965 à Paris).
Avant son élection comme député de la Haute-Marne en 1978, sa carrière de haut fonctionnaire tient en deux phases :
- de 1966 à 1971 : Conseiller technique au cabinet de trois Ministres des Transports successifs (Bettencourt, Chamant et Mondon).
- de 1971 à 1978 : Chargé de mission auprès du Préfet de la Région Parisienne et chargé à ce titre du développement économique et des emplois.

La vie élective de Charles Fèvre recouvre en partie sa carrière administrative.
D’abord conseiller municipal de Gagny (Seine-Saint-Denis), il est élu conseiller général du Canton d'Arc-en-Barrois en 1967 ; il a alors 34 ans et restera pendant douze ans le benjamin de l’Assemblée Départementale. Il y assure à partir de 1973 la présidence de la Commission des Routes, des Transports et du Tourisme. De 1992 à 1998, il a été vice-président délégué aux routes, aux transports et au tourisme et, de 1992 à 2001, Président du Comité Départemental du Tourisme et du Thermalisme. De mars 2001 à mars 2004, il a été vice-président délégué à la Culture, aux Sports et aux Loisirs.
Conseiller régional en 1973, année de création des Conseils Régionaux, Charles Fèvre l’est resté jusqu’en 1988, date à laquelle la loi sur la limitation des mandats l’a conduit à démissionner de cette fonction.
Devenu maire d’Arc-en-Barrois en 1977, il est élu député de la Haute-Marne en mars 1978 et a été réélu en 1981, 1986, 1988 et 1993; la première et la troisième fois dans un climat politique peu commode puisque les élections législatives ont eu lieu à la suite de deux dissolutions de l’Assemblée Nationale consécutives à l’élection de Mitterrand en 1981 et à sa réélection en 1988. Bien réélu au Conseil Municipal d’Arc-en-Barrois en juin 1995 mais n’ayant pas la majorité pour rester maire, il démissionne de son mandat.
À l’Assemblée Nationale, il a été pendant 19 ans membre de la Commission de la Production et des Échanges et s’est spécialisé, tant au Conseil Général qu’à Paris, dans les problèmes de route, d’autoroutes, de transports, de logement, d’aménagement du territoire et de l’économie en général (agriculture, industrie, tourisme, artisanat, etc.).  Il n’a pas pu se représenter en 1997 en raison d’une grave maladie (méningite à pneumocoques) contractée 10 jours avant la dissolution de l’Assemblée Nationale.
Charles Fèvre est Chevalier de la Légion d’Honneur et Chevalier de l'Ordre national du Mérite.

## Détail des fonctions et des mandats
Mandats parlementaires
- 19 mars 1978 - 22 mai 1981 : Député de la 1re circonscription de la Haute-Marne
- 21 juin 1981 - 1er avril 1986 : Député de la 1re circonscription de la Haute-Marne
- 16 mars 1986 - 14 mai 1988 : Député de la Haute-Marne
- 12 juin 1988 - 1er avril 1993 : Député de la 1re circonscription de la Haute-Marne
- 28 mars 1993 - 21 avril 1997 : Député de la 1re circonscription de la Haute-Marne